# Quartier des Batignolles
Pour les articles homonymes, voir Batignolles.
Le quartier des Batignolles est le 67e quartier administratif de Paris situé dans le 17e arrondissement. Son nom rappelle l'ancien village des Batignolles. Ce nom a aussi été donné à différents toponymes, bâtiments ou œuvres artistiques ayant un rapport avec ce quartier, ainsi qu'à un groupe d’artistes avec le groupe des Batignolles et à des entreprises.

## Situation et accès

Les quatre quartiers administratifs du.

Le quartier des Batignolles est situé entre celui de Monceau et celui des Épinettes, entre une population réputée bourgeoise et une autre plus populaire. En 2017 pour Le Figaro, le quartier a la réputation d'habitants « bobo chic ». Les magasins de proximité s'y multiplient et les cafés restaurant fréquentés essentiellement par des jeunes prolifèrent, néanmoins le quartier est toujours multigénérationnel. Il convient de distinguer le quartier administratif des Batignolles et le hameau historique des Batignolles.

### Le quartier administratif
Le quartier administratif des Batignolles est délimité :
- au nord-ouest par la limite avec le territoire de la commune de Levallois-Perret (au sud-ouest des voies ferrées partant de Saint-Lazare) et celui de la commune de Clichy (au nord-est de ces voies) ;
- au sud-ouest, par l'avenue de la Porte-d'Asnières puis la rue de Tocqueville (jusqu'à la rue Cardinet) et la rue de Lévis (à partir de la rue Cardinet jusqu'à l'avenue de Villiers) ;
- au sud-est par le boulevard des Batignolles ;
- au nord-est par l'avenue de Clichy, la rue La Condamine, la rue Lemercier, puis par une ligne fictive en prolongement de cette dernière jusqu'à la rue Bernard-Buffet, l'avenue de Clichy jusqu'à la porte de Clichy et enfin l'avenue de la Porte-de-Clichy au niveau du parvis Robert-Badinter.

Depuis 2019, le quartier administratif est divisé en deux, avec Martin Luther King au nord et Batignolles au sud.

### Le hameau historique
Historiquement, les Batignolles ont une surface plus grande que cette entité administrative. En effet, la limite à l'est s'étendait à peu près jusqu'à l'avenue de Saint-Ouen. Cependant, la transformation du chemin de Clichy en avenue très passante, l'installation des entrepôts SNCF derrière la rue Cardinet et le creusement de la ligne de Saint-Lazare ont coupé du quartier les terrains situés au-delà.
Aujourd'hui les Batignolles apparaissent souvent comme le quadrilatère compris entre la rue Cardinet et la rue de Rome, le boulevard des Batignolles et l'avenue de Clichy souvent présenté comme étant les limites du quartier. Cependant, ces axes sont récents, ils datent pour la plupart du Second Empire. Les limites qu'ils posent sont donc artificielles pour le village des Batignolles qui existait bien antérieurement.

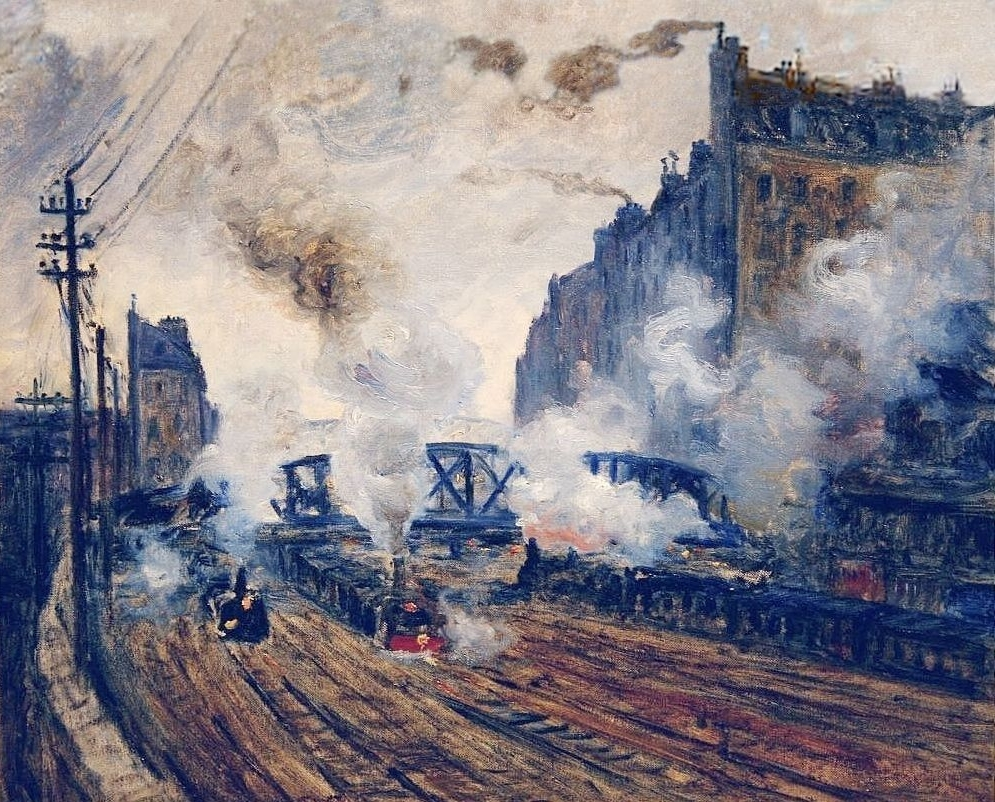
La Tranchée des Batignolles par Claude Monet (1877).

Il reste quelques traces des limites anciennes :
- par exemple à l'ouest, après le creusement de la tranchée ferroviaire de Saint-Lazare à la fin du XIXe siècle les rues situées au-delà de cette voie sont toujours sur la paroisse de l’église Sainte-Marie des Batignolles. Le tunnel ferroviaire (à 4 voûtes) dit des Batignolles fut supprimé (sauf la 4e) sous la rue de Rome après l'accident du 5 octobre 1921 ;
- à l’est : à l'époque médiévale, une ferme portant le nom de Batignolles était située dans l’actuel triangle formé par l’avenue de Clichy, l’avenue de Saint-Ouen ; l’église Saint-Michel des Batignolles qui y est située, même si elle est de construction récente, en conserve le souvenir par son nom ;
- au nord : le cimetière des Batignolles est situé bien au-delà de la rue Cardinet, à côté de la porte de Clichy (Clichy-la-Garenne dont dépendaient les Batignolles jusqu’en 1830) et dans ce qui est aujourd'hui le quartier des Épinettes.

## Historique
En 1414, est mentionné dans un bail de vignes le « terroir de Batilloles ». Ce nom dérivé du latin batifollium signifie moulin à vent en langue d’oil (langue du nord de la France). Il est parfois - à  tort - confondu avec bastidiole qui signifie une construction fortifiée en langue d’oc (langue du sud de la France).
De temps immémorial, le plateau des Batignolles appartient aux dames Bénédictines de Montmartre. Sous l'Ancien Régime, l'endroit sert d'importante réserve de chasse pour le roi et les grands seigneurs. Cerfs, chevreuils et lièvres y sont courants. Démantelées à la Révolution, ces remises de gibier sont remplacées par des fermes, des maisons, un village provisoirement rattaché à celui de Clichy-la-Garenne.

### XIXesiècle

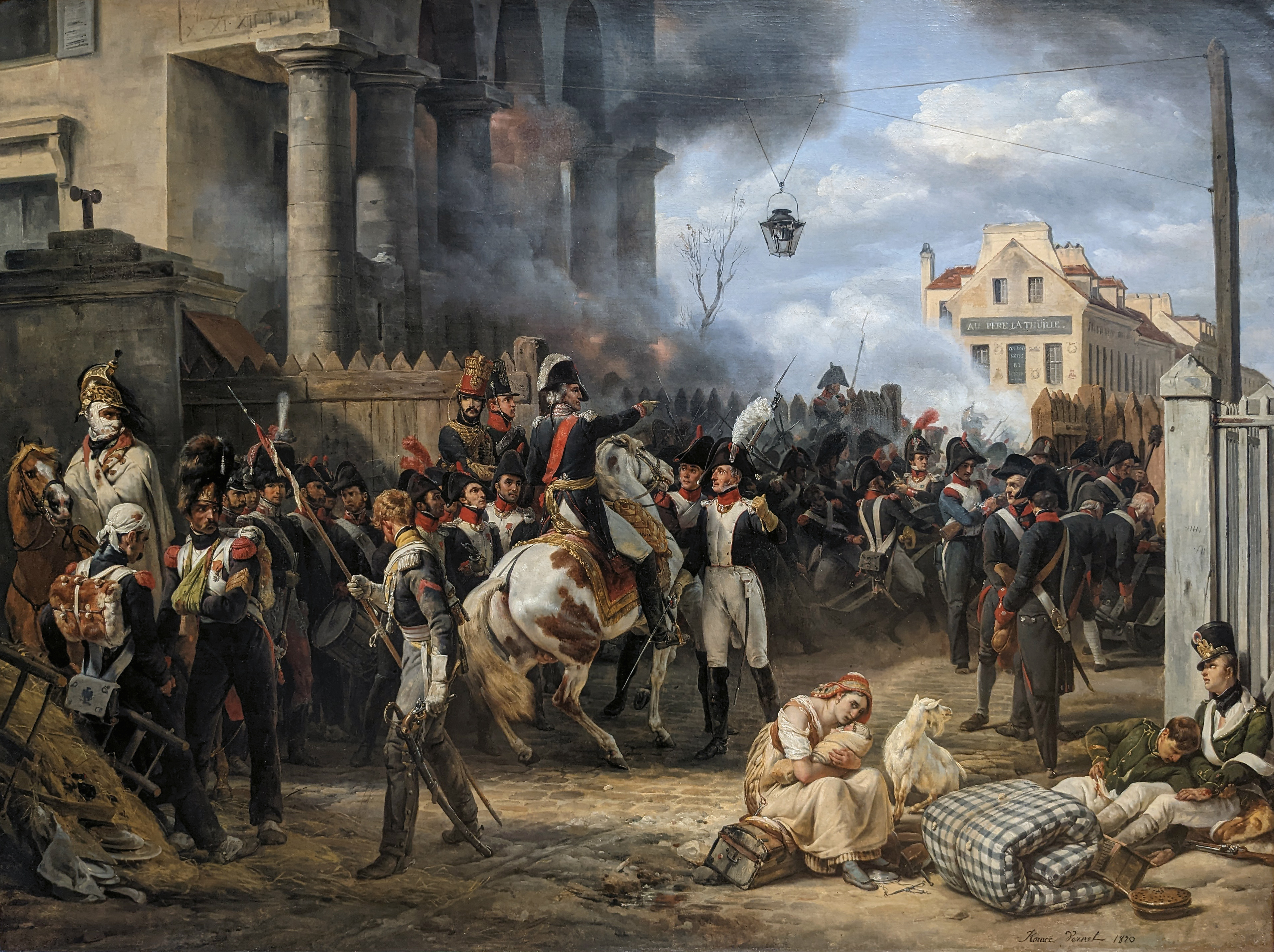
Défense de Paris d'Horace Vernet.

Le 30 mars 1814, lors de la défense de Paris face aux Cosaques, la garde nationale composée de 1 000 hommes commandée par Bon-Adrien Jeannot de Moncey, réussit à contenir les troupes russes à la barrière de Clichy, jusqu’à l’armistice. Le tableau La Barrière de Clichy. Défense de Paris, le 30 mars 1814 d'Horace Vernet, peint en 1820, représente ce fait militaire. Le cabaret du père Lathuille, dans le quartier des Batignolles, qui servit de quartier général au maréchal Moncey, est représenté sur la droite du tableau,.
Sous Louis XVIII, ces terres dénudées furent utilisées pour des exercices militaires. En 1815, le duc d’Angoulême Louis de France (1775-1844) et le duc de Berry (1778-1820) firent manœuvrer la garde royale.
Les villages de Monceau et des Batignolles se regroupent pour devenir la commune rurale de Batignolles-Monceau, elle sera indépendante de février 1830 à 1860. En 1843, le notaire Auguste Balagny devient maire de la commune.
L'arrivée du chemin de fer transforme le quartier, avec la construction de la gare Saint-Lazare en 1842 et de la gare de marchandises des Batignolles en 1844 et l'installation d'entreprise comme la Ernest Goüin et Cie fondée en 1846 par Ernest Gouin sur un terrain aux Batignolles. Cette société devient en 1871 la Société de construction des Batignolles qui sera à l'origine du groupe Spie Batignolles. 
La commune est rattachée à Paris en 1860 par un décret de l'empereur Napoléon III, pour sa partie interne à l'enceinte de Thiers. Le rattachement officieux à la capitale, d'un point de vue économique, était cependant plus ancien : l'endroit constituait déjà une terre de prédilection pour les commerçants parisiens qui y bâtissaient leurs résidences secondaires, bien avant l'annexion administrative par Paris. Le quartier se lotit avec le rattachement formel à Paris en 1860, en même temps que le quartier voisin des Épinettes.

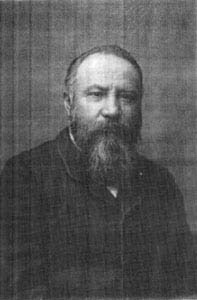
Benoît Malon, élu de l'arrondissement des Batignolles pendant la Commune de Paris en 1871.

#### Commune de Paris
Pendant la Commune de Paris en 1871, Benoît Malon, élu au Conseil de la Commune, organise la défense du quartier pendant la Semaine sanglante. Les généraux Justin Clinchant qui commande le 5e corps d'armée et Paul de Ladmirault à la tête du 1re corps d'armée, reprennent les Batignolles. Les barricades des rues Cardinet, Nollet et La Condamine tombent rapidement. Celle de la place de Clichy résiste mais finit par tomber. Ses derniers défenseurs sont fusillés. Benoît Malon manque d’être pris dans la mairie du XVIIe, où il s'est réfugié avec une centaine de fédérés. Une trentaine de femmes, dont Louise Michel et Élisabeth Dmitrieff, se joignent à eux. Ils réussissent à s'échapper vers la butte Montmartre  .
Blanche Lefebvre, blanchisseuse du lavoir Sainte-Marie de la rue Legendre, est en 1871 membre du Club de la Révolution sociale, créé le 3 mai 1871 dans l'église Saint-Michel des Batignolles (« la maîtresse de Malon », André Léo y intervient aussi)  et de la Commission exécutive du comité central de l’Union des femmes pour la défense de Paris et les soins aux blessés. Durant la Semaine sanglante, Blanche Lefebvre combat les troupes versaillaises et est tuée le 23 mai 1871, à l’âge de 24 ans, rue des Dames,.
Les prisonniers des barricades du quartier sont regroupés dans le square des Batignolles. Ils y sont fusillés et jetés dans une fosse commune située à l'emplacement de l'ancien kiosque à musique .

#### Après la Commune
Le groupe anarchiste La Panthère des Batignolles est fondé en octobre 1882 notamment par Ritzerfeld et Clément Duval, il sera actif dans les années 1880,. Le menuisier Joseph Tortelier adhère au groupe en 1884.

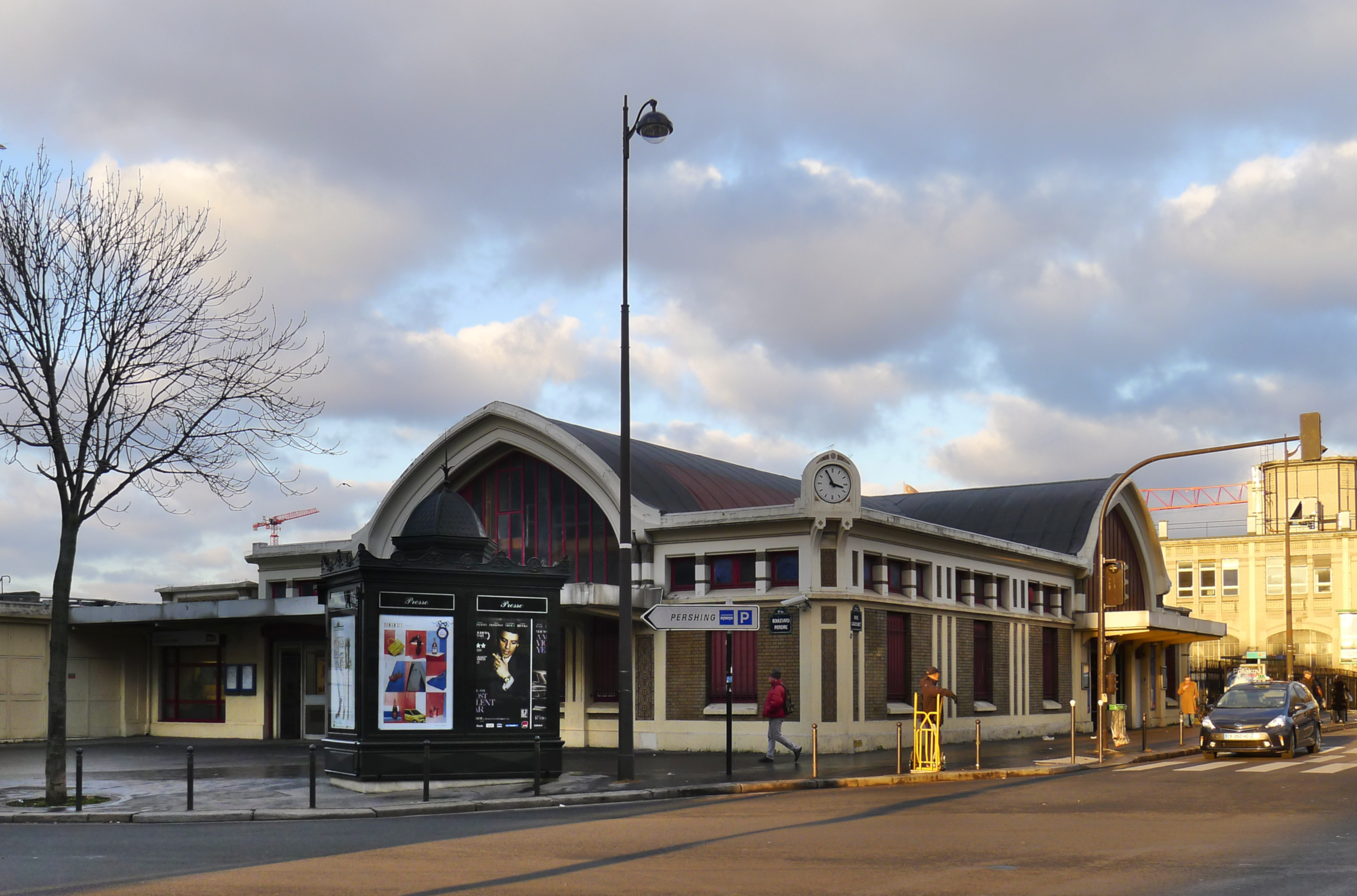
La gare de Pont-Cardinet, à l'angle de la rue Cardinet et du boulevard Pereire.

La station des Batignolles est ouverte le 2 mai 1854 sur la ligne d'Auteuil. En 1912, à la suite de la réalisation de deux nouvelles voies en direction de Versailles, le bâtiment d'origine, détruit l'année précédente, laisse la place à un bâtiment provisoire en bois, placé le long du boulevard Pereire. En 1922, la gare est reconstruite en béton à l'angle du boulevard Pereire sud et du pont Cardinet : elle est ouverte le 15 mai 1922 et prend le nom de « Pont Cardinet ».

« La nouvelle gare des Batignolles, sans aucune prétention, mais dont les lignes sont logiques et où, par surcroît, de légers motifs de céramique prouvent un souci de coquetterie, montre un judicieux emploi du ciment armé. »

— Henri Verne et René Chavance, Pour comprendre l'art décoratif moderne en France, Paris 1925, Hachette, p. 60-61, avec une photographie.

### Époque actuelle
Quartier relativement populaire alors, il l'est longtemps resté. Il a connu cependant depuis « un processus marqué de gentrification », attirant notamment des jeunes couples urbains.
Prévu pour accueillir le village olympique en cas de succès de la candidature de Paris pour les Jeux Olympiques de 2012, le quartier connaît malgré l'échec de cette candidature un important projet de réaménagement sur des friches ferroviaires de la SNCF, au nord. Ce projet, dénommé « Clichy-Batignolles » et mené à partir d'octobre 2010 par une société publique locale d'aménagement (Paris-Batignolles aménagement) créée par la ville de Paris, est centré autour du parc Martin-Luther-King. Il comprend 3 400 logements, 30 000 m2 de commerces et d'activités en bas d'immeuble, 140 000 m2 de bureaux, de nombreux équipements publics (crèches, écoles…) et un centre logistique (tri des déchets, centrale à béton) le long du périphérique, en lien avec la voie ferrée. De plus, les tribunaux d'instance répartis dans chacun des 20 arrondissements de la capitale, le Tribunal de grande instance de Paris (installé au palais de justice) et la Direction régionale de la police judiciaire de Paris (le fameux 36, quai des Orfèvres) ont également déménagés sur ce site (un immeuble nommé « Le Bastion »), dans une nouvelle cité judiciaire dont la construction a été achevée en 2018. Par ailleurs, le prolongement de la ligne 14 à Pont-Cardinet et Porte de Clichy et la Ligne 3b du tramway améliorent l'offre de transports en commun.

## Culture
Le quartier connait une vie culturelle très active à partir de la seconde moitié du XIXe siècle. 

### Peinture et dessin
Le peintre Édouard Manet et ses amis du groupe des Batignolles, étaient des habitués du quartier et de ses cafés dont le café Guerbois, 9-11, grande rue des Batignolles (actuellement 9, avenue de Clichy) et Chez le père Lathuille grande rue des Batignolles (actuellement le Cinéma des cinéastes au 7, avenue de Clichy). Émile Zola, proche des peintres impressionnistes, a vécu aux Batignolles, 1 rue Dautancourt mais aussi 21 bis, rue de Bruxelles, suivi par plusieurs peintres comme Édouard Manet, 34 boulevard des Batignolles, Alfred Sisley, rue Dautancourt, Frédéric Bazille, accueille dans l'atelier, 7-9, rue La Condamine, partagé avec Auguste Renoir, d'autres artistes du quartier mais aussi Paul Cézanne, rue des Dames. 
Le Square des Batignolles fait aussi référence à un tableau du peintre Albert André [1869-1954] (huile sur toile 50 cm x 65 cm). Cette toile du peintre peut être qualifiée d'impressionniste ou de post-impressionniste.
Un atelier aux Batignolles et L'Atelier de Bazille sont des tableaux respectivement de Henri Fantin-Latour et Frédéric Bazille, peints en 1870 qui immortalisent les protagonistes du groupe des Batignolles. Les tableaux sont conservés au Musée d'Orsay.
À partir de 1928, Pierre Bonnard habite le boulevard des Batignolles. Il peint Le Café Au Petit Poucet qui représente l'intérieur d'un établissement situé à l'angle de l'actuelle rue Biot et de la place de Clichy.

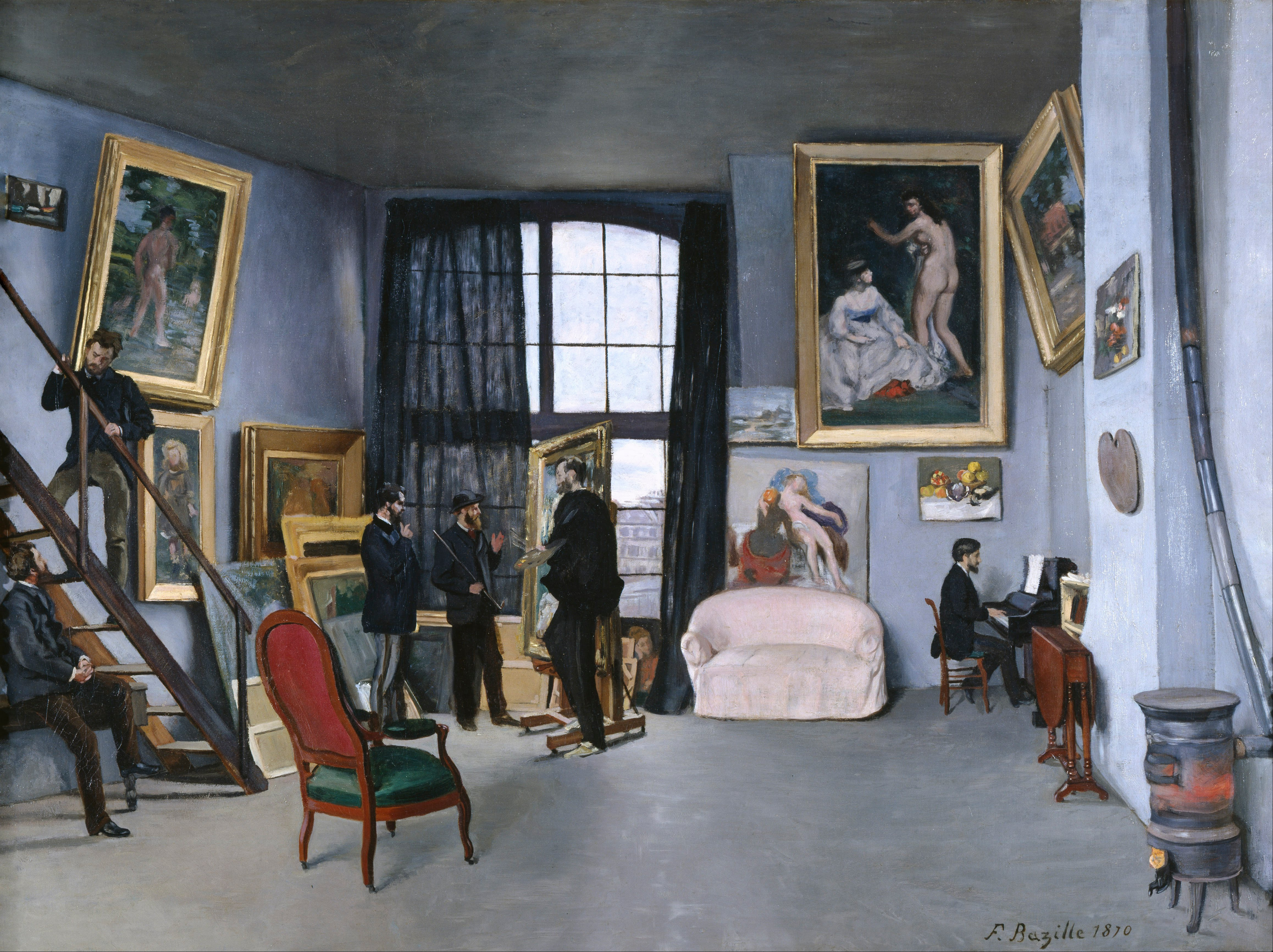
L'Atelier de Bazille par Frédéric Bazille (1870).
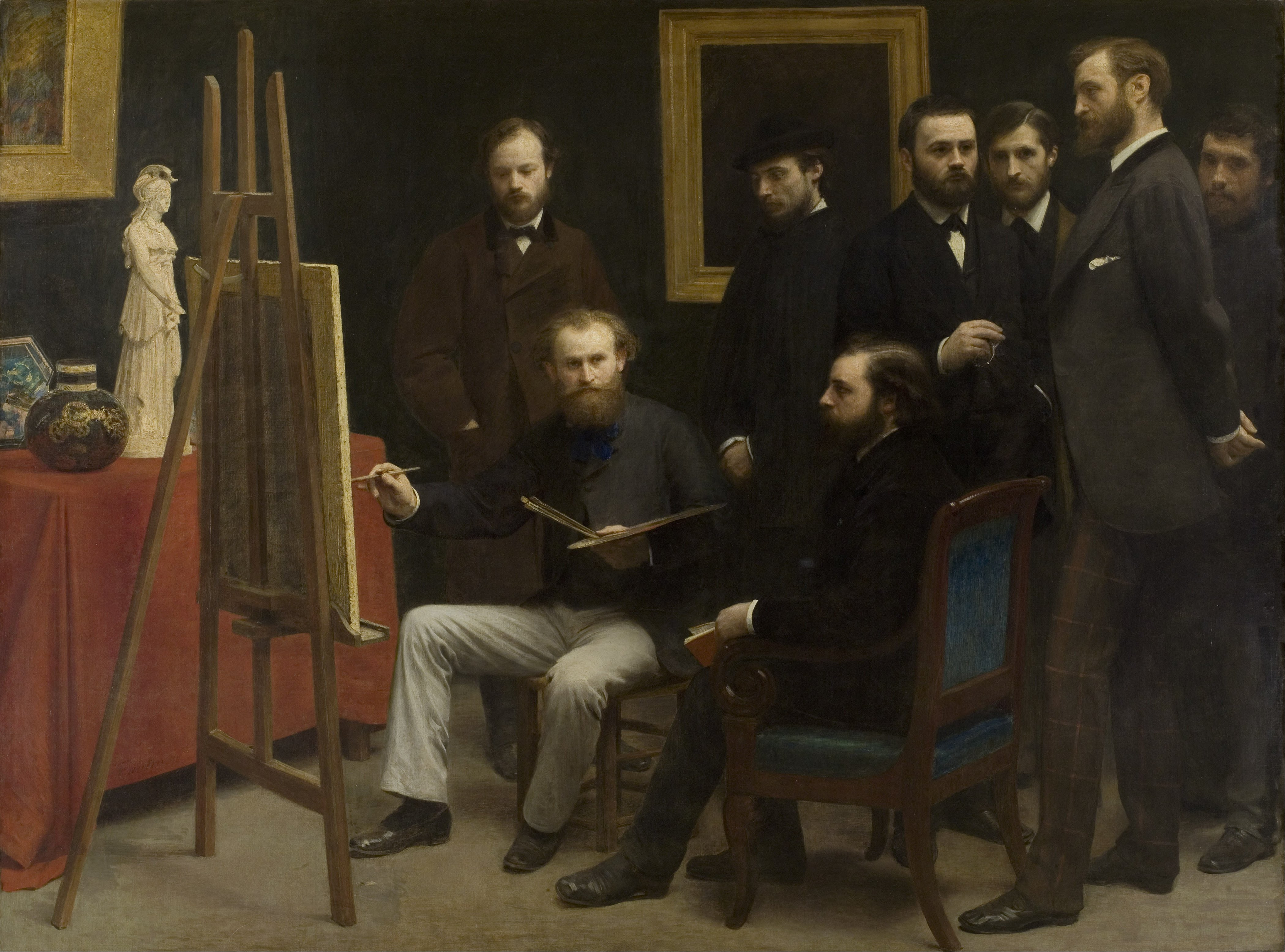
Un atelier aux Batignolles par Henri Fantin-Latour (1870).
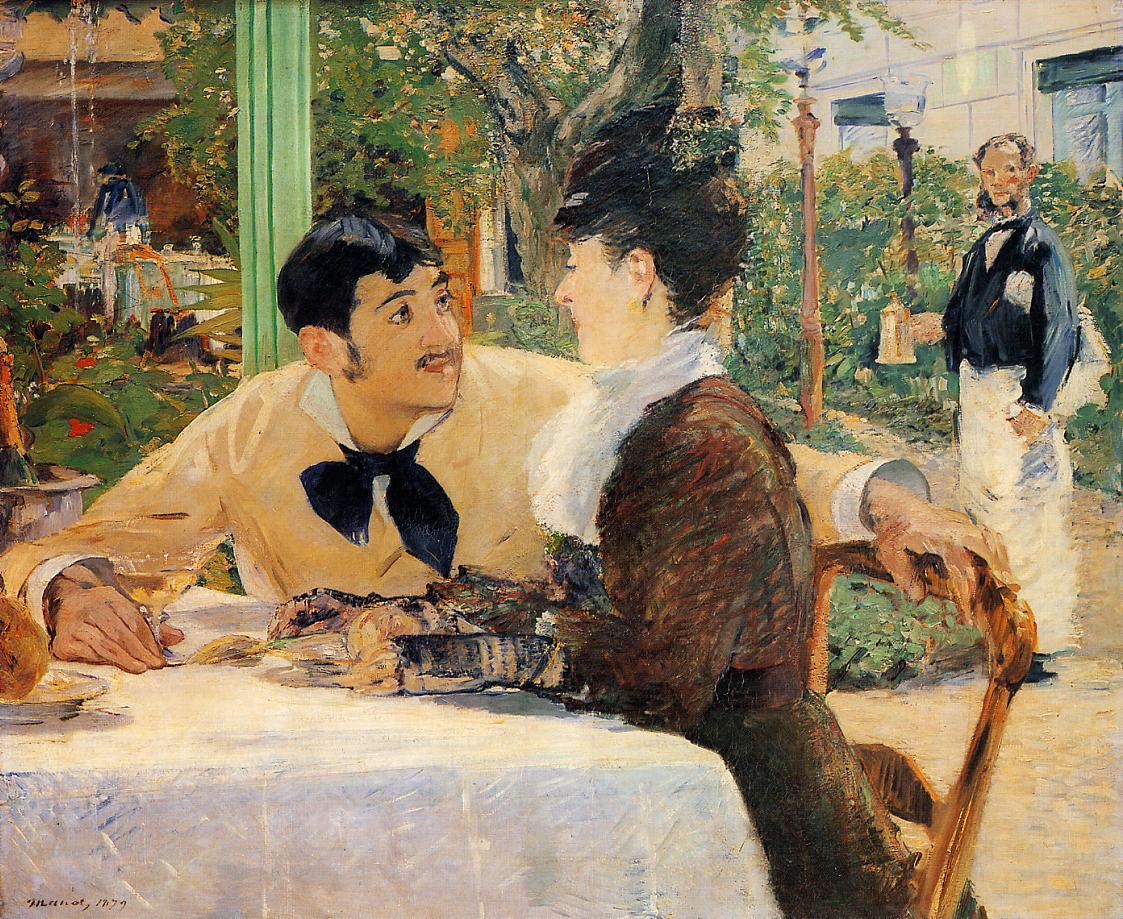
Chez le père Lathuille par Édouard Manet (1879).
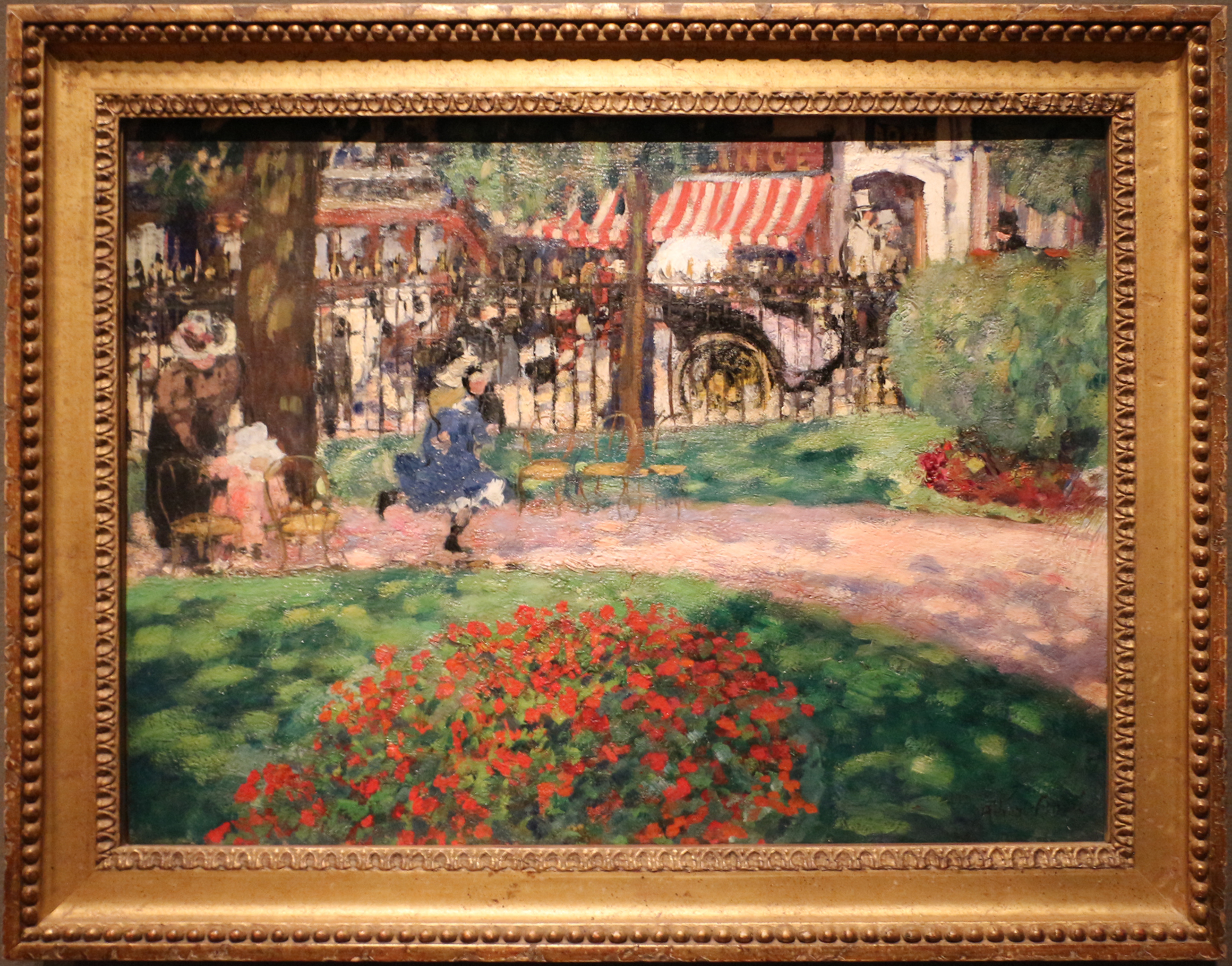
Square des Batignolles par Albert André (1893).
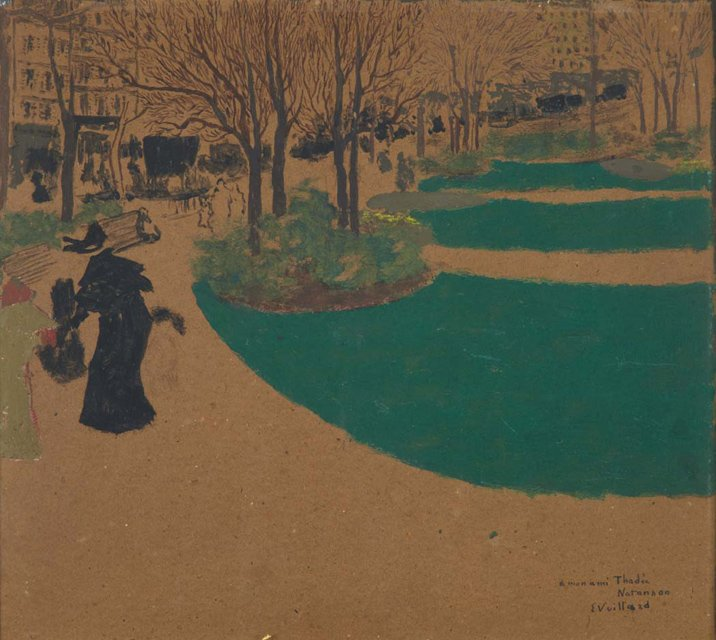
Square des Batignolles par Édouard Vuillard (1898).
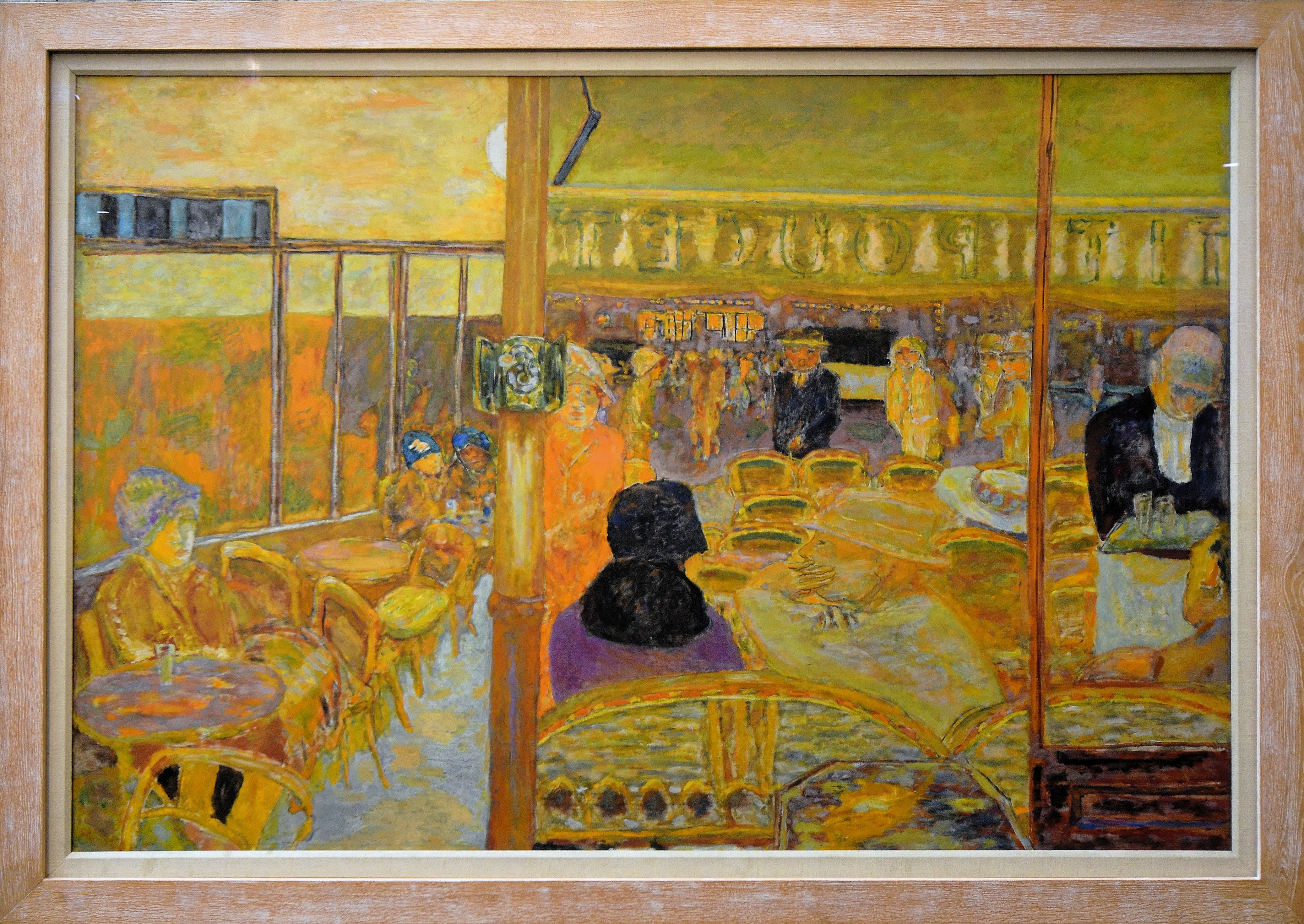
Le Café Au Petit Poucet par Pierre Bonnard (1928)

Le quartier a également inspiré le dessinateur Maëster pour sa série Sœur Marie-Thérèse des Batignolles et sert de décor au film de Guy Lacourt tourné en 1951, Le Costaud des Batignolles.

### Littérature
Le poète Paul Verlaine passa une partie de sa jeunesse aux Batignolles, 28 rue Truffaut en 1857, puis 10 rue Nollet en 1859 ou 1860, 45 rue Lemercier en 1863, 26 rue Lécluse de 1865 à 1870. Il étudia rue Hélène dans une école privée, puis au lycée Chaptal. Il est enterré au cimetière des Batignolles.
Stéphane Mallarmé habitait rue de Rome et réunissait autour de lui une compagnie brillante et cultivée. L'écrivain Henri Bachelin y a vécu de 1902 à sa mort en 1941, d'abord rue Nollet, puis rue Truffaut ; André Billy l'avait d'ailleurs surnommé « l'Ermite des Batignolles ». L'écrivain autrichien Joseph Roth finit sa vie à Paris où il écrit sa dernière œuvre, La Légende du saint buveur, dont le personnage principal, au fur et à mesure de péripéties, se voit exhorté à rejoindre l'église Sainte-Marie des Batignolles.

### Chanson
La chanteuse Barbara est originaire des Batignolles (née au 6, rue Brochant), dont elle mentionne le square dans ses chansons Perlimpinpin et Il automne. Elle réside rue Brochant et rue Nollet. Elle possède depuis quelques années une allée à son nom dans le square des Batignolles. Jacques Brel vécut, à son arrivée à Paris, dans la cité Lemercier et c'est là qu'il écrivit Ne me quitte pas. On peut aussi citer le comédien Jacques François. Ce quartier a également été chanté par Yvan Dautin dans sa chanson Boulevard des Batignolles, coécrite avec Étienne Roda-Gil.
Le théâtre Hébertot ancien théatre des Batignolles se situe également sur le boulevard.

## Tourisme

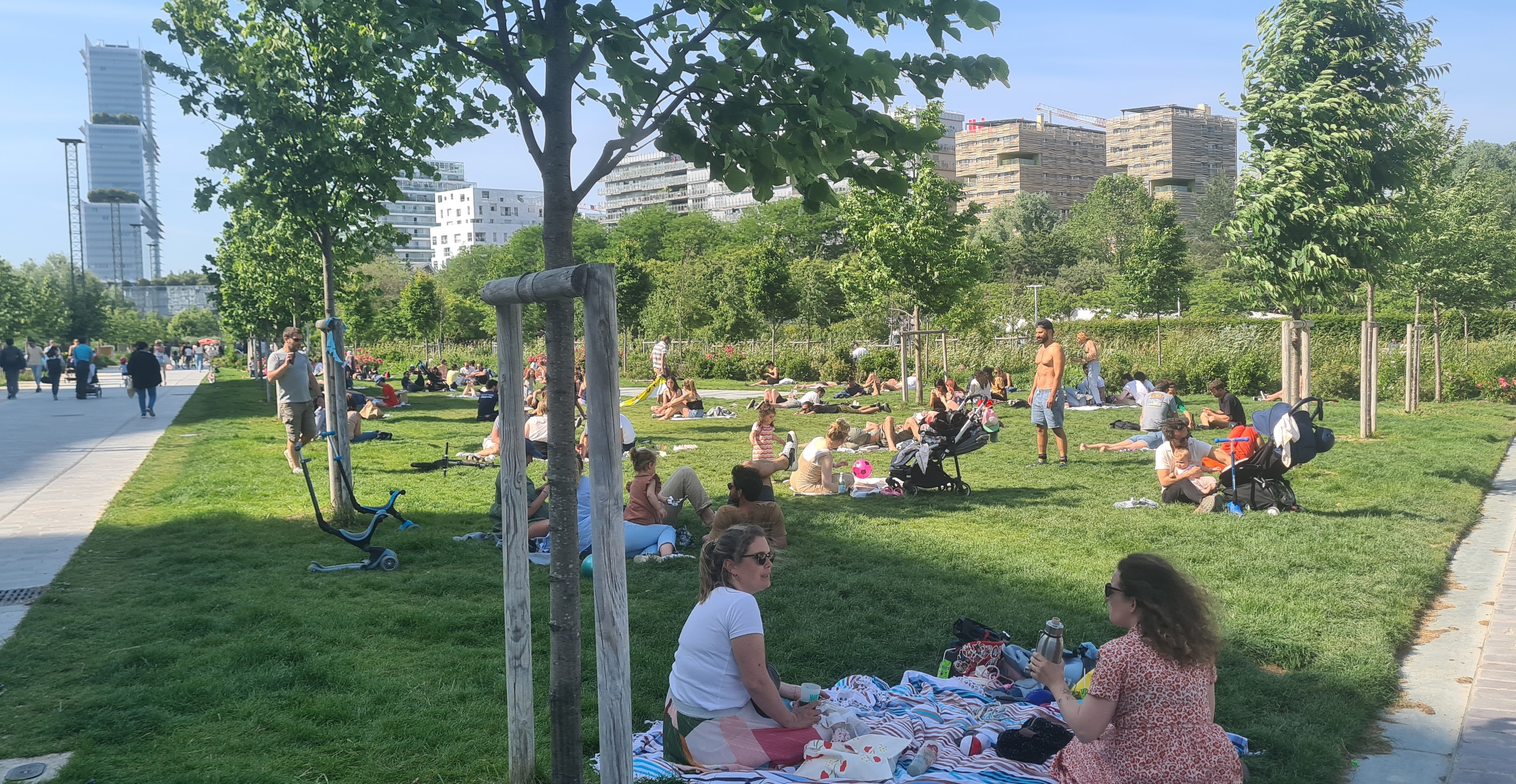
Le parc Martin-Luther-King en 2023.

En 2019, le quotidien britannique The Guardian le décrit ainsi : « Loin des quartiers les plus touristiques de Paris, le quartier des Batignolles dans le 17e arrondissement est apprécié de ses habitants pour ses bistrots, ses bars, sa culture décalée et ses jardins romantiques ».
- Square des Batignolles
- Parc Martin-Luther-King

## Culte
- Église Sainte-Marie des Batignolles
- Église réformée de Paris Batignolles
- Cimetière des Batignolles et Église Saint-Michel des Batignolles (placés dans le quartier voisin des Épinettes par un découpage administratif)